# Arne Treholt
Arne Treholt, né le 13 décembre 1942 à Brandbu (comté d'Oppland, Norvège) et mort le 12 février 2023 à Moscou (Russie),, est un homme politique norvégien, membre du Parti travailliste et un diplomate, condamné pour trahison et espionnage au profit de l'Union soviétique et de l'Irak au cours de la guerre froide.
Arrêté en 1984, il est condamné à vingt ans de prison pour avoir transmis des documents classifiés au KGB depuis 1974 et aux services de renseignement irakiens depuis 1981.
Libéré en 1992, son histoire est considérée comme le plus grave cas d'espionnage de l'histoire moderne de la Norvège. Après sa libération, il s'est installé en Russie puis à Chypre, où il est homme d'affaires et consultant.

## Dans la culture populaire
Le film norvégien Norwegian Ninja (Kommandør Treholt & ninjatroppen, 2010) de Thomas Cappelen Malling se situe dans une réalité alternative où Arne Treholt n'est pas un traître mais le commandant d'une équipe secrète de ninjas placés sous l'autorité directe du roi Olav et luttant contre l'opération Gladio.